# 'Aïn el Melh
'Aïn el Melh är en ort i Algeriet.   Den ligger i provinsen M'Sila, i den norra delen av landet, 240 km söder om huvudstaden Alger. 'Aïn el Melh ligger 930 meter över havet och antalet invånare är 39 798.
Terrängen runt 'Aïn el Melh är huvudsakligen platt, men norrut är den kuperad.  Runt 'Aïn el Melh är det ganska tätbefolkat, med 58 invånare per kvadratkilometer. Trakten runt 'Aïn el Melh är ofruktbar med lite eller ingen växtlighet.